# 1927 год в авиации
Список событий в авиации в 1927 году.

## События
- 3 февраля — считается днём основания авиапредприятия Авиалинии Дагестана.[1]
- 12 мая — первый полёт АИР-1, самолёта разработанного под руководством А. С. Яковлева в отделе легкомоторной авиации ГУАП. Этот день считается днём рождения ОКБ имени Яковлева, в те годы ОКБ-115.
- 27 сентября — первый полёт цельнометаллического истребителя И-4 (лётчик-испытатель М. М. Громов).
- 10 октября — в Кордове (Аргентина) основана старейшая в Латинской Америке авиастроительная компания FMA.

### Без точных дат
- Весна — первый полёт пассажирского самолёта Potez 29.
- Первый полёт пассажирского самолёта Bernard 18.[2]

## Персоны

### Родились
- 31 марта — Ильюшин, Владимир Сергеевич, советский, а позднее российский лётчик-испытатель, Герой Советского Союза, заслуженный лётчик-испытатель СССР, заслуженный мастер спорта СССР, сын знаменитого авиаконструктора С. В. Ильюшина. Заместитель главного конструктора ОКБ Сухого.

### Скончались
- 31 марта — Кирпичёв, Нил Львович, российский и советский военный инженер, учёный в области теоретической и строительной механики, первый председатель Воздухоплавательного комитета при Главном инженерном управлении Русской императорской армии, заслуженный профессор Николаевской инженерной академии, почётный инженер-электрик, инженер-генерал.